# Horst Hagen
Horst Hagen (* 5. Januar 1934 in Oppeln, Provinz Oberschlesien; † 5. Dezember 2019 ) war ein deutscher Jurist. Er war langjährig Richter am Bundesgerichtshof und von 1994 bis 1999 dessen Vizepräsident.

## Leben
Nach Abschluss seiner juristischen Ausbildung trat Hagen zunächst 1961 in den höheren Justizdienst des Landes Schleswig-Holstein ein. Nach der Probezeit wurde er 1965 zum Landgerichtsrat am Landgericht Kiel ernannt, jedoch bereits 1966 als wissenschaftlicher Mitarbeiter an die Universität Kiel abgeordnet. Dort habilitierte er sich 1970 mit einer Arbeit über Die Drittschadensliquidation im Wandel der Rechtsdogmatik. Danach übernahm Hagen eine mehrjährige Lehrstuhlvertretung in Frankfurt am Main, kehrte dann aber 1973 in den richterlichen Dienst am Oberlandesgericht Schleswig zurück. 1975 zum Richter am Bundesgerichtshof gewählt, gehörte Hagen während seiner gesamten Tätigkeit an diesem Gericht dem vorwiegend für das Grundstücksrecht zuständigen V. Zivilsenat an, ab Mai 1988 als dessen Vorsitzender. Von 1994 bis zu seiner Pensionierung mit Ablauf des 31. Januar 1999 war Hagen Vizepräsident des Bundesgerichtshofs.
Außerhalb seiner richterlichen Tätigkeit war er mit großem Engagement in der in Karlsruhe ansässigen Juristischen Studiengesellschaft tätig, davon 10 Jahre als deren Vorsitzender. „Das Ziel der Gesellschaft, einen Gedankenaustausch zwischen Wissenschaftlern und Praktikern über aktuelle und grundsätzliche Fragen zu fördern, war ihm stets ein besonderes Anliegen.“
Er war Mitglied der katholischen Studentenverbindung A.V. Rheno-Guestfalia Kiel im CV.

## Schriften
- Die Drittschadensliquidation im Wandel der Rechtsdogmatik: ein Beitrag zur Koordinierung von Rechtsfortbildungen, 1971
- Die neuere Rechtsprechung des Bundesgerichtshofes zum Grundstückskauf, Wertpapier-Mitteilungen 1989
- (Autobiografie): Bewegendes Leben in bewegten Zeiten. 2018, ISBN 978-3-03-831174-4.

## Ehrungen und Auszeichnungen
- 1974 verlieh die Rechts- und Staatswissenschaftliche Fakultät der Universität Kiel Horst Hagen den Titel eines außerplanmäßigen Professors.
- 2009 wurde er mit der Ehrendoktorwürde der Universität Mannheim ausgezeichnet.
- Träger des Großkreuzes des Verdienstordens der Bundesrepublik Deutschland